# Peter Tomka
Peter Tomka (* 1. červen 1956, Banská Bystrica) je slovenský právník a diplomat. Od roku 2003 je soudcem Mezinárodního soudního dvora.
Vystudoval práva na Právnické fakultě Univerzity Karlovy v Praze a v letech 1979–1986 zde působil na katedře mezinárodního práva.
V roce 1986 začal pracovat na československém federálním ministerstvu zahraničních věcí. V letech 1991 až 1993 působil u československé a od roku 1993 u slovenské mise při OSN v New Yorku. Do roku 1994 byl zástupcem stálého představitele a od roku 1994 velvyslancem Slovenska při OSN. V letech 1999 až 2003 byl stálý představitel Slovenska při OSN.
V rámci OSN zastával několik významných funkcí. Byl předsedou právního výboru 52. Valného shromáždění OSN, v letech 1999–2002 byl členem Komise pro mezinárodní právo.
Od roku 2003 je členem Mezinárodního soudního dvora OSN. V letech 2009-2012 byl podpředsedou a v letech 2012–2015 byl jeho předsedou. Potřetí za sebou (vždy na 9 let) byl zvolen členem soudu pro léta 2021-2030.